# Johann Philipp Seuffert
Johann Philipp Seuffert (* 5. März 1693 in Gössenheim an der Wern; † 18. Juni 1780 in Würzburg)  war ein deutscher Orgelbauer und Begründer einer Orgelbaufamilie, die in drei Generationen über 300 Orgeln errichtet hat.

## Leben
Johann Philipp Seuffert erlernte sein Handwerk bei dem Würzburger Hoforgelmacher Johann Hoffmann. Seine Wanderjahre von 1711 bis 1721 führten ihn nach Österreich, Ungarn, Böhmen und möglicherweise auch Polen, um dort die Meister seines Fachs aufzusuchen und ihre Arbeiten zu studieren. Nach dem Tod des Würzburger Orgelbauers Franz Karl Hillenbrand heiratete er dessen Witwe Anna Magdalena am 16. März 1722 und kam so zu einer eigenen Werkstatt. Am 12. Juli 1731 wurde ihm der begehrte Titel „Hoforgelmacher von Würzburg“ verliehen. In der Folge erhielt er zahlreiche Aufträge, z. B. für Kloster Banz in Oberfranken, wo sich heute noch eine Orgel von ihm befindet und viele kleinere Aufträge, z. B. für die Friedhofskapelle in Gerolzhofen im Landkreis Schweinfurt.
1745 baute er in der westfälischen Abtei Grafschaft seine größte Orgel mit 36 Registern, verteilt auf zwei Manuale und Pedal. Eines seiner Werke befindet sich in der von Balthasar Neumann erbauten Pfarrkirche von Gaibach im Landkreis Kitzingen. Insgesamt schuf Seuffert etwa 200 Orgelneubauten. Als Geselle arbeitete bei ihm Johann Ferdinand Balthasar Stieffell.

## Nachkommen
Johann Philipps älterer Sohn Johann Ignaz Seuffert ging als Orgelbauer zuerst nach Frankreich und ließ sich später in Offenburg nieder. Der jüngste Sohn Franz Ignaz Seuffert (1732–1810) trat in die väterliche Werkstatt ein und übernahm das Amt des Hoforgelbauers ab 1760. Ein gut erhaltenes Exemplar seiner zahlreichen Arbeiten befindet sich in der Pfarrkirche des unterfränkischen Weinortes Obervolkach.
Franz Ignaz Seufferts älterer Sohn Johann Philipp Albert Seuffert (1763–1834) führte das Amt des Hoforgelbauers bis 1834 weiter. Von ihm hat sich eine Orgel in Neuses am Berg im Landkreis Kitzingen erhalten. Nach seinem Tod verwaiste die Würzburger Werkstatt der Familie Seuffert vorübergehend, bis Balthasar Schlimbach sie im Jahr 1836 übernahm.
Franz Ignaz Seufferts jüngerer Sohn Franz Martin Seuffert (1772–1847) ging 1804 als Klavierbauer nach Wien und eröffnete dort eine Klaviermanufaktur, aus der 1855 die Klavierfabrik Friedrich Ehrbar hervorging.

## Werke (Auswahl)
Die Größe der Instrumente wird in der fünften Spalte durch die Anzahl der Manuale und die Anzahl der klingenden Register in der sechsten Spalte angezeigt. Ein großes „P“ steht für ein selbstständiges Pedal, ein kleines „p“ für ein angehängtes Pedal. Eine Kursivierung zeigt an, dass die betreffende Orgel nicht mehr erhalten ist oder lediglich noch der Prospekt aus der Werkstatt stammt.
| Jahr    | Ort                        | Gebäude                              | Bild | Manuale | Register | Bemerkungen |
| ------- | -------------------------- | ------------------------------------ | ---- | ------- | -------- | --- |
| 1723    | Laudenbach                 | Bergkirche Laudenbach                |      | I/P     | 13       | Gehäuse und ein von Seuffert übernommenes Pedalregister erhalten |
| 1731    | Gerlachsheim               | Hl. Kreuz                            |      | I/P     | 16       | originale Disposition bekannt |
| 1731    | Marktsteinach              | St. Bartholomäus                     |      | I/P     | 11       | Gehäuse und 8 Register erhalten → Orgel |
| 1736    | Löffelsterz                | St. Ägidius                          |      | I/P     | 12       | Gehäuse und 8 Register erhalten → Orgel |
| 1738    | Fridritt                   | St. Laurentius und Mariä Himmelfahrt |      | I/P     | 16       | Winterchororgel; im 19. Jahrhundert umdisponiert, 1975 ursprüngliche Disposition wiederhergestellt; Gehäuse und 8 Register erhalten |
| 1743    | Kloster Banz               | Klosterkirche                        |      | I/P     | 8        | Winterchororgel; 1804 nach Oberküps/St. Katharina verkauft, später verändert; 1966 durch Walcker bei einer Restaurierung weitgehend neu gebaut |
| 1743    | Ebrach                     | Klosterkirche                        |      | II/P    | 32       | Hauptorgel; 1902 und 1984 eingreifend umgebaut; Gehäuse und etliche Register erhalten |
| 1743    | Gerolzhofen                | Friedhofskapelle                     |      | I       |          | |
| 1746    | Grafschaft (Schmallenberg) | Kloster Grafschaft, Klosterkirche    |      | II/P    | 35       | nach der Aufhebung des Klosters 1811 nach Frankenberg (Eder) überführt, dort 1957 unter Einbeziehung einiger Register durch eine Walcker-Orgel mit neuem Gehäuse ersetzt, bei einem Erweiterungsumbau durch Orgelbau Böttner die alten Register 1970 entfernt und durch Gerald Woehl eingelagert, der sie 1984 bei seiner Rekonstruktion der Seuffert-Orgel in Kloster Banz einbaute (Foto) |
| 1748    | Gaibach                    | Dreifaltigkeitskirche                |      | I/P     | 12       | Gehäuse und 9 Register erhalten |
| um 1750 | Kirrweiler                 | Marienkapelle                        |      | I/p     | 6        | als Interimsorgel für die Pfarrkirche während des dortigen Orgelneubaus, nach dessen Fertigstellung Umsetzung in die Kapelle; erhalten |
| 1751    | Kaltensondheim             | St. Andreas                          |      | I/P     | 10       | erhalten; Renoviert 1912 von Johannes Stebel und 1950 von Gebrüder Mann |
| 1751    | Iphofen                    | St. Vitus                            |      | I/P     | 15?      | 1861 durch Augustin Bittner eingreifend umgebaut und zweimanualig erweitert (II/P/16), 1986 Disposition Seufferts wiederhergestellt, aber zweites Manual beibehalten (II/P/23) |
| 1752    | Markt Einersheim           | St. Matthäus                         |      | III/P   | 24       | Gehäuse erhalten |
| 1754    | Ochsenfurt                 | St. Andreas                          |      |         |          | Gehäuse erhalten |
| 1756    | Münnerstadt                | Augustinerklosterkirche              |      | II/P    | 26       | Neubau von Michael Weise (Plattling, 1935 II/P 26) im historischen Prospekt und Umbau/Erneuerung durch Horst Hoffmann (1979) |
| 1756    | Limbach                    | Wallfahrtskirche Maria Limbach       |      | I/P     | 16       | größte erhaltene Seuffert-Orgel, 1986 verlorene Bauteile und Register nach Vorlagen anderer Seuffert-Orgeln rekonstruiert |
| 1760    | Obereuerheim               | St. Laurentius                       |      | I/P     | 11       | Bestand weitgehend erhalten |
| 1761    | Erlabrunn                  | St. Andreas                          |      | I/P     | 12       | 1975 nach St. Nikolaus (Überlingen) umgesetzt (Marien-Orgel); Gehäuse und Register weitgehend erhalten |
| 1761    | Euerbach                   | St. Michael                          |      | I/P     | 10       | → Orgel |